# Septoria rhododendri
Septoria rhododendri är en svampart som beskrevs av Cooke 1877. Septoria rhododendri ingår i släktet Septoria och familjen Mycosphaerellaceae.   Inga underarter finns listade i Catalogue of Life.